# 西海橋
西海橋（さいかいばし）は、長崎県佐世保市針尾島と西海市西彼町の間にある伊ノ浦瀬戸（針尾瀬戸）に架かるアーチ橋である。完成当時は固定アーチ橋としては世界で三番目の長さを誇り、東洋一と評された。潮の流れが速く工事が困難な海峡での設計と使われた鋼橋製作・架設技術が卓越していたことから、戦後日本の長大橋建設の原点・日本の橋梁技術発展の起点と言われる。2020年に国の重要文化財に指定。

## 概要
日本三大急潮のひとつといわれる針尾瀬戸により、長い間「陸の孤島」であった西彼杵半島と佐世保市を陸路で結び、半島における産業の振興、開発の促進を目的に架けられた。
1951年に着工し、1955年10月に竣工。同年12月より供用を開始した。
総事業費は5億6,000万円（当時）で、完成時には固定アーチ橋として世界で3番目の長さを誇っており、日本の橋として初めて支間長200メートルを超えた長大橋であった。技術的に卓越した存在であるに留まらず、針尾瀬戸のランドマークとなる機能美をも備え、橋自体が観光スポットとして広く知られている。
当初は有料橋であり、供用開始時より午前10時から午後8時まで（後に午前7時から午後10時までに拡大）バスは500円、普通車が200円の通行料金が徴収、後に徒歩による通行料として10円が設定された。
その後、1965年（昭和40年）頃より、地元住民および橋の利用を増加させ、観光客を誘致したい佐世保市が橋の無料化を要求し、1970年（昭和45年）に無料化された。
同橋の完成により、長崎-佐世保間の陸路による最短ルートがそれまでの大村市経由から西彼杵半島経由となった。
また、西彼杵半島では橋の建設を契機として半島全体の総合開発の機運が高まり、主要道路の舗装・改良工事が進展した。

## 構造

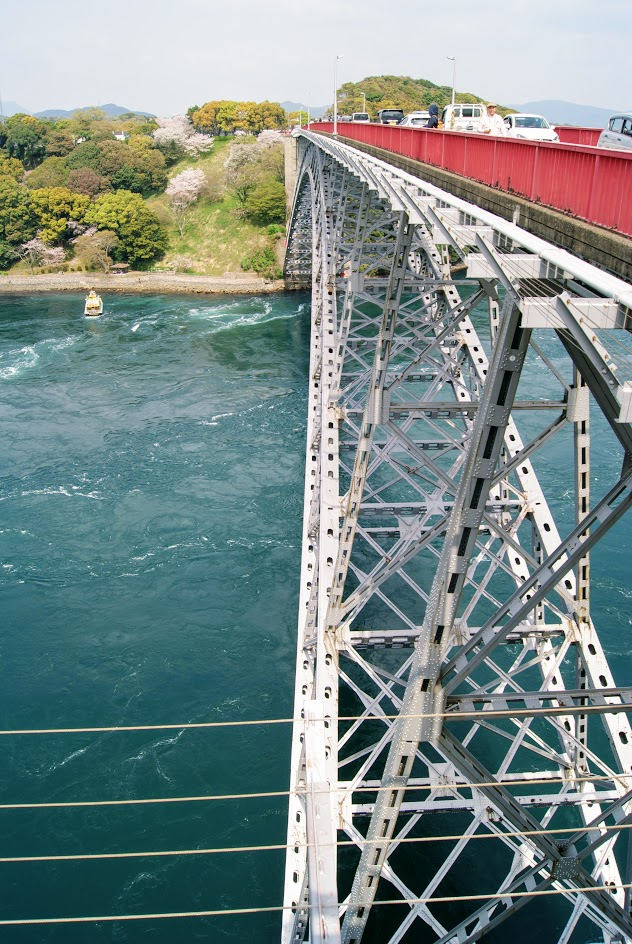
西海橋の固定アーチ形式の橋脚部(西海市から佐世保市方面を望む)。

架橋地である針尾瀬戸の特性と建設資材の運搬、および架設の計画から固定アーチ形式が採用された。
- 種別 - 鋼道路橋
- 形式 - 上路式鋼ブレースドリブ固定アーチ
- 橋長 - 316.26m（アーチ支間：216m）
- 幅員 - 7.5m
- 道路：国道202号

## 沿革
- 1935年（昭和10年）：長崎県議会にて、大串村出身の大串盛多議員が針尾瀬戸への架橋を提案[11]。
- 1940年（昭和15年）：伊ノ浦橋架橋の建設予算が県議会で議決[12]。
- 1941年（昭和16年）：太平洋戦争勃発により計画が凍結。
- 1950年（昭和25年）
  - 6月：全額国庫負担による国の直轄事業として建設が決定。当時日本の占領行政を担っていたアメリカ合衆国からも資金援助を受けることになった。
  - 11月：針尾島にて起工式が行われる[13]。
- 1951年（昭和26年）：着工。
- 1955年（昭和30年）
  - 10月：竣工[7]。
  - 12月1日：供用開始[7]。当初は有料道路橋[7]。
- 1956年（昭和31年）4月16日：建設省から管理を日本道路公団に移管。
- 1970年（昭和45年）
  - 3月1日：無料開放。
  - 4月1日：国道202号の佐賀県西松浦郡西有田町（当時）-長崎市間延伸指定により、国道路線となる。
- 2018年（平成30年）11月2日：国登録有形文化財に登録
- 2020年（令和2年）12月23日： 国の重要文化財に指定[4][5]。

## 設計者・吉田巌
- 橋梁の主構造となる上部躯体設計を担当した吉田巌[2]は、後年、本州四国連絡橋の架橋に携わるなど、日本を代表する橋梁技術者となった人物である。東京大学工学部入学後に結核罹患による長期休学がきっかけで応用化学志望から土木科に転じた彼は、橋梁技術よりも鉄道に関心があり、実際に卒業前から私鉄会社への就職が内定していた。担当教授に勧められて、卒業論文の課題に「大村湾口の架橋設計」を選び、無橋脚構造のアーチ橋梁の高度な応力計算をまとめ上げた。
- ところが吉田の卒論は、実際の西海橋建設を進めていた建設省の技術者たちに評価され、彼は同省から「有望な人材」として目を付けられてしまった。そして建設省職員の先輩たちから採用試験を受けるようにさんざん口説き落された結果、私鉄入社を辞退して入省する羽目になったという。
- 吉田は1953年4月に入省早々、西海橋の建設拠点である九州地方建設局・伊ノ浦橋工事事務所（のち西海橋工事事務所）に配属された。所長の村上永一は、吉田の卒論からその技量を見抜いて実地設計も命じ、長崎県技師3名、製図担当の大学院生3名が補助に付けられた。彼ら7名のチームで、西海橋の上部躯体構造の設計はわずか4ヶ月半というスピードで完成した。
- 西海橋の建設にあたっては、当時の国庫事情相応に資材コストを極力抑えるため、使用する鋼材を減らす努力が払われている。強度確保しながらの資材節約とデザインの美しさを両立させるため、吉田はスケッチを繰り返すことで設計を練り上げた。更に実際の架橋工事に際しては、工事を受注した横河橋梁に施工管理を丸投げするようなことはせず、架設計画も材料検査も自ら手掛ける徹底ぶりを見せた。

## その他
- 針尾瀬戸は、大村湾への数少ない入り口（他には早岐瀬戸がある）であり急潮のため、渦潮を楽しむことができる。また、桜の名所でもある。
- 2006年3月5日に、並行して西海パールライン有料道路が通る新西海橋が開通した。
- 大村湾の沿岸にあるハウステンボスが所有する帆船が大村湾に外海から出入りするときには橋とマストの接触を避けるために、干潮の時刻を選んで西海橋の下を通過することになっている。

## 周辺
- 新西海橋
- 西海橋公園
- 針尾送信所
- TAOYA西海橋（旧 西海橋コラソンホテル。外部リンク参照）
- 西海橋水族館跡（外部リンク参照）

## アクセス
- JR早岐駅から車で20分
- 西肥バス「TAOYA西海橋」行きで「西海橋東口」下車。または「西海橋西口」行きに乗車。

## 西海橋が登場する作品
- センチメンタルジャーニー （アニメ） - 第一話「遠藤晶〜少女のためのヴァイオリン・ソナタ〜」でヒロインの遠藤晶がバイオリンを西海橋から針尾瀬戸に投げ捨てる。
- 空の大怪獣ラドン （映画） - 阿蘇から出現した怪獣ラドンが佐世保に飛来。自衛隊機との空中戦の末、被弾したラドンは西海橋下の海に墜落後、再び飛翔。ラドンの放つ衝撃波により橋は破壊される。怪獣映画におけるご当地誘致（当然ながら破壊されてしまうのだが）の伝統の先駆けとされている。
- サザエさんの婚約旅行 （映画）　- 結婚前のサザエ（江利チエミ）とマスオ（小泉博）の北九州名所めぐりのデートの際に佐世保から観光船に乗って橋の下を行く場面がある。
- 釣りバカ日誌16 浜崎は今日もダメだった♪♪ （映画） - 当時、西海橋の隣に建設中だったの第二西海橋（新西海橋）を主人公のハマちゃん（西田敏行）が勤務する「鈴木建設」が施工するという設定になっている。
- トッキュー!! （漫画） - 主人公の友人、ユリの父が操縦する遊覧船「うーふぁ」がボートと接触し、西海橋付近で沈没寸前にまで陥った所に主人公の神林兵悟が救助に向かう話がある。

## 参考資料
- 『ひらけゆく西彼-変容するまちむら-』(長崎県市町村自治振興会編、1973年)
- 『西彼町郷土史』（西彼町教育委員会編、2003年）
- 土木遺産in九州-西海橋　社団法人九州建設弘済会　2013年8月5日閲覧
- 景観デザイン規範事例集（道路・橋梁・街路・公園編）　国土交通省国土技術政策総合研究所、2008年　2013年8月5日閲覧
- 髙木千太郎. “これでよいのか専門技術者” | 道路構造物ジャーナルNET